# Basil Hoffmann
Basil Hoffmann (* 13. dubna 1976) je bývalý švýcarský sportovní šermíř, který se specializoval na šerm kordem. Švýcarsko reprezentoval na přelomu tisíciletí. V roce 2001 obsadil druhé místo na mistrovství světa v soutěži jednotlivců.